# Castiello (Lena)
Castiello (oficialmente, en asturiano Castieḷḷo) es una parroquia del concejo de Lena en el Principado de Asturias (España). Tiene 11,51 km², 390 habitantes y está situada en el valle del río Lena.
En Mamorana se encuentran los restos de la villa romana «Memoriana». En 1921 se descubrió un mosaico con motivos geométricos que fue llevado al Museo Arqueológico de Asturias.
En Ronzón se encuentra el Palacio de Bernaldo de Quirós, sede de la Fundación Ronzón. Esta fundación, de carácter benéfico-docente, tiene por fin la búsqueda de nuevas formas de desarrollo rural sostenible mediante la explotación agrícola y ganadera.

## Geografía
La parroquia tiene una superficie de 11,51 km² y limita al norte y al oeste con la de Pola de Lena; al este con las de Columbiello y Felgueras; y al sur con la de Campomanes.

## Toponimia
Según Xosé Lluis García Arias, el topónimo Castiellu, de presencia en Asturias «muy atestiguada», procede del latín CASTELLUM, y haría referencia a lugares no habitados agrestes y de difícil acceso o a edificaciones defensivas.
En el pasado, el topónimo hacía referencia, dentro del término parroquial, a una casería situada encima de Sorribas y Cuevas. En la actualidad solo hace referencia al enclave de la iglesia parroquial y su cementerio.
En el año 2005, el Principado de Asturias oficializó los topónimos en asturiano de la parroquia, junto con los del resto del concejo.

## Demografía
La evolución demográfica de la parroquia, desde el año 2000 al 2013, es la siguiente:
| 471                                           | 463 | 452 | 450 | 455 | 444 | 443 | 435 | 430 | 417 | 407 | 404 | 403 | 390 |
| (Fuente: Padrón municipal de habitantes, INE) |     |     |     |     |     |     |     |     |     |     |     |     |     |

| Gráfica de evolución demográfica de Castiello entre 2000 y 2013 |
|                                                                 |
| - Población según padrón municipal de habitantes. Fuente INE.   |

### Entidades de población
Según el nomenclátor de 2013, comprende las entidades de población de:
| Entidad           | Topónimo oficial | Categoría histórica | Población (2013) (habitantes) | Altitud (m) | Distancia a la capital municipal (km) |
| ----------------- | ---------------- | ------------------- | ----------------------------- | ----------- | ------------------------------------- |
| Ablano            | Ablano           | casería             | deshabitada                   | 410         | 3,00                                  |
| La Caseta         | La Casería       | casería             | deshabitada                   | 360         | 2,30                                  |
| Casitu            | El Casitu        | casería             | deshabitada                   | 360         | 2,50                                  |
| El Cobayu         | El Coveyu        | casería             | deshabitada                   | 350         | 2,10                                  |
| Corrada Vieja     | Corravieya       | casería             | 2                             | 350         | 2,10                                  |
| Cuevas            | La Cueva         | aldea               | deshabitada                   | 415         | 3,00                                  |
| Mamorana          | Mamorama         | aldea               | 21                            | 400         | 2,50                                  |
| Otero             | Otero            | aldea               | 17                            | 490         | 2,00                                  |
| La Rasa de Arriba | La Rasa Riba     | aldea               | 8                             | 510         | 4,00                                  |
| Ronzón            | Ronzón           | aldea               | 30                            | 420         | 2,00                                  |
| Sorribas          | Sorribas         | aldea               | 17                            | 400         | 1,50                                  |
| Vega del Ciego    | La Vega'l Ciigu  | lugar               | 225                           | 347         | 1,60                                  |
| Vega del Rey      | La Vega'l Rei    | lugar               | 70                            | 380         | 3,70                                  |

## Patrimonio
Según el Catálogo Urbanístico de Protección (febrero de 2006) del concejo de Lena se encuentran dentro del término parroquial los siguientes elementos:
- del inventario del patrimonio cultural de Asturias:
  - la capilla de santa María de la O, en El Castiello,
  - el palacio de los Bernaldo de Quirós y la capilla (vinculada) de santa Ana, en Ronzón, y
  - la iglesia de santa María de la O, en Sorribas;
- del patrimonio arqueológico:
  - el castro de Santa María de Castiecho, en la iglesia de santa María de la O (Sorribas),
  - los restos de la villa de Mamorana, en Bajo Sorribas, y
  - la necrópolis tumular de Espines, en Mayéu Les Espines;
- del patrimonio arquitectónico civil de interés cultural:
  - la casona del Rosal y la de doña Isabel con su capilla de santa Rita, en Vega del Ciego, y
  - la hospedería o casa de los Franceses y la casa de don Galo G. Somines, en Vega del Rey;
- del patrimonio arquitectónico religioso de interés cultural:
  - la capilla de san Antonio, en Sorribas, y
  - la de san Juan Bautista, en Mamorana;
- del patrimonio arquitectónico industrial y de obra pública:
  - la fábrica de luz, en Vega del Ciego, y
  - la fábrica de harinas, en Vega del Rey;
- de los conjuntos y elementos de la vida campesina:
  - el rabil de Ronzón.

### Mosaico romano
En 1921, en la finca conocida como El Fabón, del paraje de la Ería de Vidriales, en Memorana, fue encontrado un mosaico romano. Ese mosaico, de unos 6-6,5 m de lado, era el pavimento de una de las habitaciones de una villa romana. Esta villa se situaba en la vía que comunicaba Lucus Asturum con Legio VII Gemina. En 1951 fue trasladado al Museo Arqueológico de Asturias, en Oviedo.

### Iglesia de Santa María
La iglesia de Santa María de Castiello y su cementerio aledaño se sitúan en un recinto castreño, en el lugar de Sorribas, sobre una colina de 450 m de altitud. El castro es uno de los identificados por el profesor José Manuel González y Fernández-Vallés en su Catalogación de los castros asturianos, con el nombre de Santa María de Castiecho. En esta zona fueron encontradas monedas romanas de Galieno, Claudio II y Dalmacio César (siglos III a IV). La iglesia aparece documentada en un diploma de donación de Alfonso III y Jimena, reyes de Asturias, a la catedral de Oviedo: 

et super Lenam ecclesias Sancte Marie de Castello et Sanctj Andree et Sanctj Saluatoris de Gruero et Santj Felicis de Uanao totas cum suis adiacenciis;
Libro de los testamentos, Testamentvm Adefonsi regis et Xemene reginae, f.º 21r